# Association pour l’usage et le soutien de la langue française
 (septembre 2020).
L'Association pour l’usage et le soutien de la langue française (ASULF) est une association à but non lucratif créée au Québec le 17 janvier 1986 sur l’initiative du juge Robert Auclair, originellement sous le nom « Association des usagers de la langue française  » .

## Missions

### Objectifs
L’Asulf a pour objectif de sensibiliser les organismes publics à l’utilisation d'une langue de qualité. Ses statuts précisent : « L'Association s'intéresse à la qualité des écrits ou communications, notamment ceux de l'État, des organismes gouvernementaux, municipaux, scolaires ou parapublics ou encore à ceux des entreprises gérant un service public » (art. 3). Ses membres jugent qu'un écrit ou un discours est en bon français lorsqu'il est conforme aux codes syntaxiques, lexicaux, orthographiques ou phonétiques contenus dans les grammaires courantes, les dictionnaires généraux et les ouvrages correctifs qui s'en inspirent. On tient pour acquis que la langue des Québécois et des francophones du Canada doit s'inspirer du français dit international tout en  lui laissant une part d'autonomie.

### Actions
Les actions de l'Asulf s'expliquent par le besoin de faire évoluer de concert le statut et la qualité de la langue. Trois citations illustrent cette préoccupation, l'une du professeur Fernand Dumont : «...si nous ne pouvons pas faire un effort collectif de restauration de la langue, on aura beau dresser des barrières tout autour, on ne sera pas beaucoup plus avancées. » La deuxième de l'ancien premier ministre Daniel Johnson : « Le français ne survivra en Amérique que par sa qualité et il a besoin d'une qualité exceptionnelle pour survivre ». Et enfin, la dernière de Camille Laurin : « Le statut de la langue est lié à sa qualité et l'amélioration de sa qualité ne fera que renforcer le statut de la langue ».

### Cibles
L'Asulf propose à ses membres une quarantaine de cibles, parmi lesquelles on trouve des barbarismes ou des calques : « corporatif » (de groupe), « dernier droit » (dernière ligne droite), «inventaire» (stock), « mettre l'épaule à la roue » (mettre la main à la pâte), « opportunité » (occasion), «prendre une marche» (faire une marche), «vétéran» (ancien combattant). etc. La liste proposée n'est pas limitative. Chacun peut s'inspirer des répertoires correctifs mis à la disposition des locuteurs (Banque de dépannage linguistique (Office québécois de la langue française), Multi dictionnaire de la langue française (publié par Québec-Amérique), Le français au micro (mis en ligne par Radio-Canada), Le français au bureau (publié par l'Office québécois de la langue française.), Dire, ne pas dire (volumes de l'Académie française édités par Philippe Rey, mais aussi consultables dans le site web de l'Académie).... L'Association elle-même insère nombre de capsules linguistiques dans son site.

### Moyens
On peut se demander quel est le créneau que l'Asulf occupe face à la présence des services linguistiques de l'État québécois mis sur pied à partir des années 1960.[Interprétation personnelle ?]
L'Association et ses membres s'appuient constamment sur l'Office québécois de la langue française, sur ses spécialistes, sur ses avis et sur les instruments de travail qu'il met à la disposition de la population. Ils interviennent directement auprès des entreprises, des administrations, des publicitaires, des notables médiatisés, etc., afin de les sensibiliser tantôt aux différents registres des langues, tantôt à des formes fautives répétés, à des anglicismes ou à des mots anglais jugés inutiles, tantôt à une prononciation douteuse ou à des tics. Ils veulent encourager tous les locuteurs à utiliser des dictionnaires et répertoires correctifs au moindre doute. Le regroupement œuvre en faveur de la démocratie linguistique: tout locuteur a un mot à dire en matière de langue, qu'il s'agisse de son enrichissement, de son rayonnement, de l'emprunt de mots étrangers nécessaires ou, simplement, de sa protection.

## Histoire
L'Association s'inscrit dans la mouvance des chroniqueurs des 19e et 20e siècles, de Louis Fréchette à Gérard Dagenais en passant par Étienne Blanchard et René de Chantal, lesquels s'intéressèrent surtout à la qualité de la langue et rarement à son statut. Elle est la seule association québécoise à se concentrer sur la qualité de la langue au dire du Conseil de la langue française. On lit dans un de ses rapports : « Même s'il y a plusieurs groupes qui s'occupent de la défense du statut du français [...], à notre connaissance, il n'y en a aucun dont la vocation principale soit de faire la promotion de la qualité de la langue, à l'exception de l'Association pour le soutien...».            
La langue des conventions collectives constitue un aspect important des interventions de l’Asulf. Au cours des années, on a relu celles d'une quinzaine d'organismes et d'établissements parmi les plus importants au Québec (Alcan, Personnel enseignant, Fonction publique du Québec, Le Devoir, La Presse, etc.). Le plus grand succès de l'Association fut celui obtenu du Devoir et du Syndicat de la rédaction en 2010. Les recommandations furent acheminées aux parties en présence au cours des années à compter de 1990. Cependant, le succès ne fut pas au rendez-vous à La Presse, malgré nombre de remarques faites après 1988.
L'Association a connu plusieurs victoires du côté de la langue quotidienne. Elle a réussi à convaincre les États québécois et canadien d'adopter l'expression «déclaration de revenus» (à la place de «rapport d'impôt») en 1988. Deux décennies plus tard, elle parvint à faire remplacer l'anglicisme «imputabilité» dans  le titre abrégé d'un projet de loi fédéral par « responsabilité ». Beaucoup de fausses «places» sont devenues des « Édifices », des « Complexes » ou des Centres commerciaux (... de la Haute-ville, à Québec, 2001; ... des Grandes Fourches, à Sherbrooke, 2011; Complexe Windsor, à Windsor, 2015; Laurier Québec, 2007, etc.). Ses pressions en faveur de l'utilisation du mot « Monnaie » sur les distributeurs de billets de banque (à la place de change), celui de « Courriel » (au lieu de e-mail), celui de « Soldes » (au lieu de vente), celui d'«addition» (au lieu de facture dans les restaurants), celui de « Voiturier » (au lieu de valet), celui de Faculté des études supérieures (au lieu d'École des gradués) ont porté fruits. Selon un relevé des manchettes de L'Expression juste, les expressions les plus souvent dénoncées de 1987 à 2019 sont, dans l'ordre, « place », « régulier » (courant, nature, , etc.), « Boxing Day » (Après-Noël), « détour » (déviation), «corporation» (société, personne morale), «civique» (municipal, administratif, etc.) et « breuvage » (boisson).
Les membres et l'Association se préoccupent également d'odonymie et de toponymie. Elle encourage depuis 1989 les citoyens, les journalistes et les entreprises à respecter le toponyme intégral Salaberry-de-Valleyfield. Il s'implante petit à petit, si bien que l'Asulf propose qu'on favorise le gentilé «salaberrien» ou «salaberrienne». Parmi les autres cibles visés, on voit «rue du Petit-Champlain» et «cap-Diamant» dont les toponymes devraient être «Petite rue Champlain» et «Cap-aux-Diamants».                        
Au cours des années, les propositions de l'Asulf ont pris la forme de mémoires présentés à l'Assemblée nationale, quinze de 1987 à 2021, un à une commission fédérale en 1986 et deux à des commissions gouvernementales (Commission nationale sur l'avenir du Québec en 1995 et Commission des États généraux sur la situation et l'avenir de la langue française en 2001. La plupart des mémoires sont mis à la disposition du public et consultables à distance dans le site internet de la Bibliothèque de l'Assemblée nationale.                            
L'Association se joint à des organismes à l'occasion de concours et en présente elle-même. Elle décerne, depuis 2015, le prix Asulf /SHQ, eu égard à la qualité de la rédaction, à l'auteur du meilleur texte présenté à la Société d'histoire de Québec. Par l'intermédiaire d'Impératif français, elle offre une bourse annuelle au gagnant d'un prix de poésie. De plus l'Asulf organise le concours L'enseigne joyeuse destiné à révéler trois enseignes exemplaires d'entreprises. De même, elle a offert, sous le titre « Jouer avec les mots », des séances d'animation dans deux patros de Québec début 2020.                            
La présence et les actions de l'Asulf sur le front de la qualité de la langue a été récompensée à quelques reprises. L'État québécois lui a décerné le prix du 3 juillet 1608 en 2003 et Impératif français le Prix Lyse Daniels à deux occasions, une première fois en 2007 et la deuxième en 2019. Robert Auclair, président pendant deux décennies, a été nommé à l'Ordre de la Pléiade, chevalier en 1994, et officier en 2002, et a reçu le prix Camille-Laurin en 2001.                    
L’Asulf publie un bulletin d'information depuis 1987. Au départ et jusqu'en 1995, il porta le titre de Bulletin de l'Asulf. Il devint L'expression juste en décembre 1996. Publié irrégulièrement au départ, il devint trimestriel en 1996. On en trouve la collection dans le site de l'Association. Des tables alphabétiques cumulatives (1987-2019 et 2020-2022) facilitent le repérage des textes.    
Elle est présidée par Jean-Guy Lavigne depuis l'automne 2022. Les présidents antérieurs furent Robert Auclair (1986-2008), Gaston Bernier (2008-2014) et Pierrette Vachon-L'Heureux (2014-2022).